# Milo Horemans
Milo Horemans (Lier, 18 mei 2006) is een Belgisch voetballer die onder contract ligt bij Royal Antwerp FC.

## Carrière
Horemans ondertekende in maart 2023 zijn eerste profcontract bij Antwerp FC. De middenvelder was op dat moment al vier keer ingevallen in Eerste nationale in het shirt van de Young Reds, het belofte-elftal van Antwerp. Op 1 november 2023 maakte hij zijn officiële debuut in het eerste elftal van de club: in de bekerwedstrijd tegen Lierse Kempenzonen (1-4-winst) liet trainer Mark van Bommel hem in de 86e minuut invallen voor Jurgen Ekkelenkamp.

## Clubstatistieken
| Seizoen         | Club             | Land            | Competitie       | Competitie | Competitie | Beker | Beker | Supercup | Supercup | Europees | Europees | Totaal | Totaal |
| Seizoen         | Club             | Land            | Competitie       | Wed.       | Dlp.       | Wed.  | Dlp.  | Wed.     | Dlp.     | Wed.     | Dlp.     | Wed.   | Dlp.   |
| --------------- | ---------------- | --------------- | ---------------- | ---------- | ---------- | ----- | ----- | -------- | -------- | -------- | -------- | ------ | ------ |
| 2022/23         | Young Reds       | Vlag van België | Eerste nationale | 8          | 1          | —     | —     | —        | —        | —        | —        | 8      | 1      |
| 2023/24         | Young Reds       | Vlag van België | Eerste nationale | 9          | 2          | —     | —     | —        | —        | —        | —        | 9      | 2      |
| 2023/24         | Royal Antwerp FC | Vlag van België | Eerste klasse A  | 0          | 0          | 1     | 0     | 0        | 0        | 0        | 0        | 1      | 0      |
| Carrière totaal | Carrière totaal  | Carrière totaal | Carrière totaal  | 17         | 3          | 1     | 0     | 0        | 0        | 0        | 0        | 18     | 3      |

Bijgewerkt op 8 november 2023.